# Ovo-vegetarian

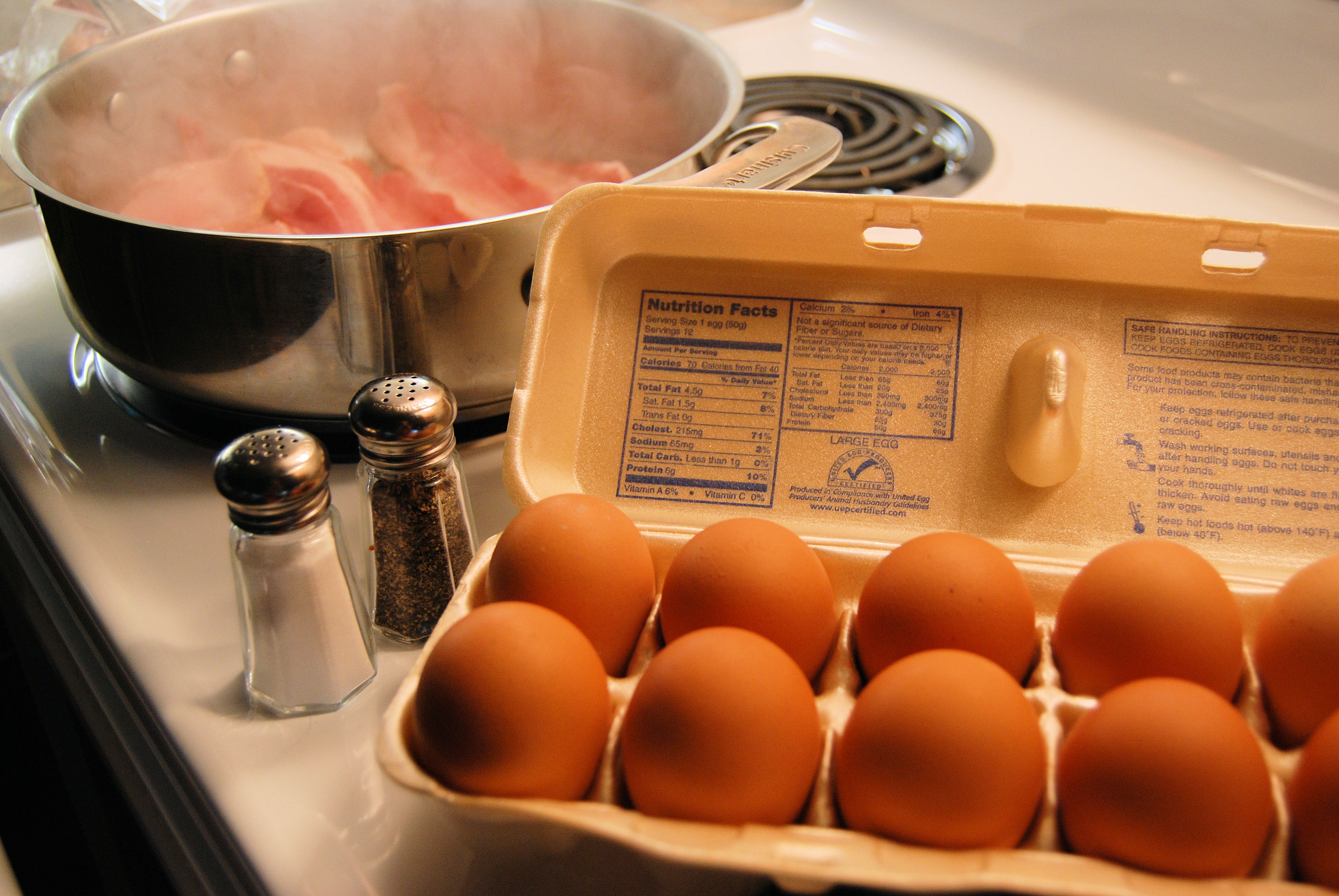
En ovo-vegetarian äter ägg, men inte mejeriprodukter och inte kött.

Ovo-vegetarianism är en gren av vegetarianismen som tillåter konsumtion av ägg men inte mejeriprodukter. De som följer ovo-vegetarianismen kallas ovo-vegetarianer. Ordet "ovo" härstammar från latin och betyder "ägg". 
Ovo-vegetarianer föredrar ofta ägg från frigående höns, medan andra – med hänvisning till djurplågeri i form av till exempel avlivning av oönskade tuppkycklingar  – väljer att avstå helt från den konventionella äggindustrin och istället enbart handla från privata hönsägare.